# Eremobates jaliscoana
Espèce
Eremobates jaliscoana est une espèce de solifuges de la famille des Eremobatidae.

## Distribution
Cette espèce est endémique du Jalisco au Mexique. Elle se rencontre vers Zapopan.

## Description
Le mâle holotype mesure 22,0 mm.

## Étymologie
Son nom d'espèce lui a été donné en référence au lieu de sa découverte, le Jalisco.

## Publication originale
- Cushing & Brookhart, 2016 : Nine new species of the Eremobates scaber species group of the North American camel spider genus Eremobates (Solifugae, Eremobatidae). Zootaxa, no 4178(4), p. 503-520.